# علي عبد المنعم شعيب
علي عبد المنعم شعيب
أستاذ جامعي، كاتب وباحث في مجال التاريخ.

## ولادته ودراسته
- من مواليد بلدة الشرقية إحدى قرى جبل عامل في جنوب لبنان وذلك في العام 1953م.
- حائز على دبلوم دراسات عليا في التاريخ الإسلامي من جامعة غرينوبل في فرنسا في العام 1975م.
- كما حاز على درجة دكتوراة دولة من نفس الجامعة في التاريخ الحديث والمعاصر وذلك عام 1980.
- أستاذ محاضر في الجامعة اللبنانية
- رئيس مجلس المندوبين لاساتذة الجامعة اللبنانية من العام2002 لغاية 2007
- رئيس الجامعة الحديثة للإدارة والعلوم MUBS

## العضويات
- عضو في لجنة تعديل مناهج التاريخ في كلية الآداب - الجامعة اللبنانية
- عضو الجمعية التاريخية اللبنانية
- عضو جمعية الأرشيف الديني في لبنان
- عضو لجنة قبول مشاريع الدكتوراة في التاريخ - كلية الآداب.

## مؤلفاته
له عدد من المؤلفات التاريخية، غالبها بالتعاون مع آخرين وهي:
1. مطالب جبل عامل - 1900 - 1936 م - تاريخ النشر 1987
2. تاريخ لبنان من الاحتلال إلى الجلاء (مع آخرين) - 1990
3. اليوبيل الذهبي لاستقلال لبنان - (مع آخرين) - 1996
4. المجتمع العربي الحديث والمعاصر - (مع آخرين) - 1998
5. تاريخ مدينة صور (مع آخرين) - 1998
6. مشاهير وأحداث عالمية -
7. الصراع الإيطالي الفرنسي على المشرق العربي - 2007

## وصلات خارجية
- مطالب جبل عامل الوحدة المساوة في لبنان الكبير 1900-1936